# Quentin Rushenguziminega
Quentin Rushenguziminega (13 novembre 1991) è un calciatore ruandese, attaccante dell'Echallens.

## Carriera

### Nazionale
Tra il 2015 ed il 2016 ha giocato complessivamente 5 partite con la nazionale ruandese.

## Palmarès

### Club

#### Competizioni nazionali
- Challenge League: 1

Losanna: 2015-2016